# Rudolf Slánský
Rudolf Slánský (31. července 1901 Nezvěstice – 3. prosince 1952 Praha) byl československý komunistický politik, dlouholetý člen Ústředního výboru Komunistické strany Československa a generální tajemník ÚV KSČ (1945–1951). Popraven byl v rámci politických procesů počátkem 50. let 20. století.

## Biografie

### Mládí a působení v meziválečné ČSR
Narodil se v roce 1901 v Nezvěsticích na Plzeňsku, v rodině židovského obchodníka Šimona Slánského.
Slánský absolvoval gymnázium v Plzni. Hned po konci první světové války odešel do Prahy. Začal se stýkat s levicově zaměřenými intelektuály. Byl rovněž aktivní ve skautském hnutí, konkrétně v sionisticky orientovaném oddílu Techelet lavan. V roce 1921 se od Československé sociálně demokratické strany dělnické odtrhlo tvrdé levicové jádro a vytvořilo Komunistickou stranu Československa. Téhož roku se členem strany stal Slánský. Od poloviny roku 1925 do ledna 1929 působil v různých stranických funkcích v Ostravě. V roce 1929 na V. sjezdu KSČ získalo moc stalinistické jádro kolem Klementa Gottwalda. Po V. sjezdu KSČ byl vedoucím tajemníkem v Praze (I. kraj) a členem ÚV KSČ. Stranu opustila velká část zakládajících členů a následné volby skončily pro KSČ výraznou ztrátou. Avšak Slánskému se tak otevřela cesta k moci a velice rychle začal stoupat ve stranických funkcích nahoru.
Od roku 1930 skončil v pozici tajemníka a přešel do ústředního sekretariátu KSČ. V roce 1932 byl odsouzen na dobu 1 měsíce k výkonu trestu za výroky: „Ať žije Rudá armáda“ a „Ať žije světová revoluce“. Poté do voleb v roce 1935 vedl organizační oddělení KSČ.
Během moskevského exilu Klementa Gottwalda (1934–1936) stál v čele KSČ společně s Janem Švermou a podílel se na změně politiky KSČ, včetně podpory volby dr. Edvarda Beneše prezidentem republiky v roce 1935 a spolupráci s ostatními socialistickými stranami – ČSSD a ČSNS.
V parlamentních volbách v roce 1935 získal poslanecké křeslo v Národním shromáždění ČSR za KSČ. V poslanecké sněmovně zasedal až do rozpuštění komunistické strany v prosinci 1938.

### Působení v odboji za druhé světové války
Po Mnichovské dohodě v roce 1938 odjel s manželkou Josefou a synem Rudolfem do Moskvy. Bratr Richard Slánský přečkal válku v Londýně. Ostatní Slánského příbuzní zahynuli v koncentračních táborech.
Slánský po svém příjezdu do Moskvy začal pracovat ve vysílání moskevského rozhlasu pro Československo. V letech 1941–1942 prožil německý útok na Moskvu. V této době se seznámil s mnoha mocnými komunistickými hodnostáři i s brutalitou, která zde panovala. V roce 1943 byla v Moskvě unesena jeho dcera Naděžda. Dodnes se neví, proč se tak stalo. S jistotou je známo pouze to, že už nikdy svou dceru neviděl. Stal se zplnomocněncem československé strany na frontě, organizoval politické přednášky československým partyzánům. Za Slovenského národního povstání v roce 1944 byl letecky dopraven z Moskvy na letiště Tri Duby na Slovensku. Spolu s Janem Švermou působil ve štábu povstalců jako komunistický delegát.

### Vrchol politické kariéry 1945–1951

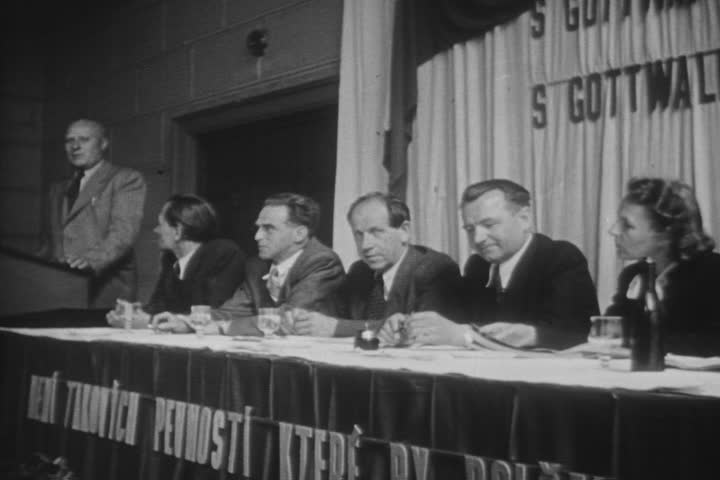
Zprava: Marie Švermová, Klement Gottwald, Antonín Zápotocký, Rudolf Slánský, Július Ďuriš a Václav Nosek v roce 1946

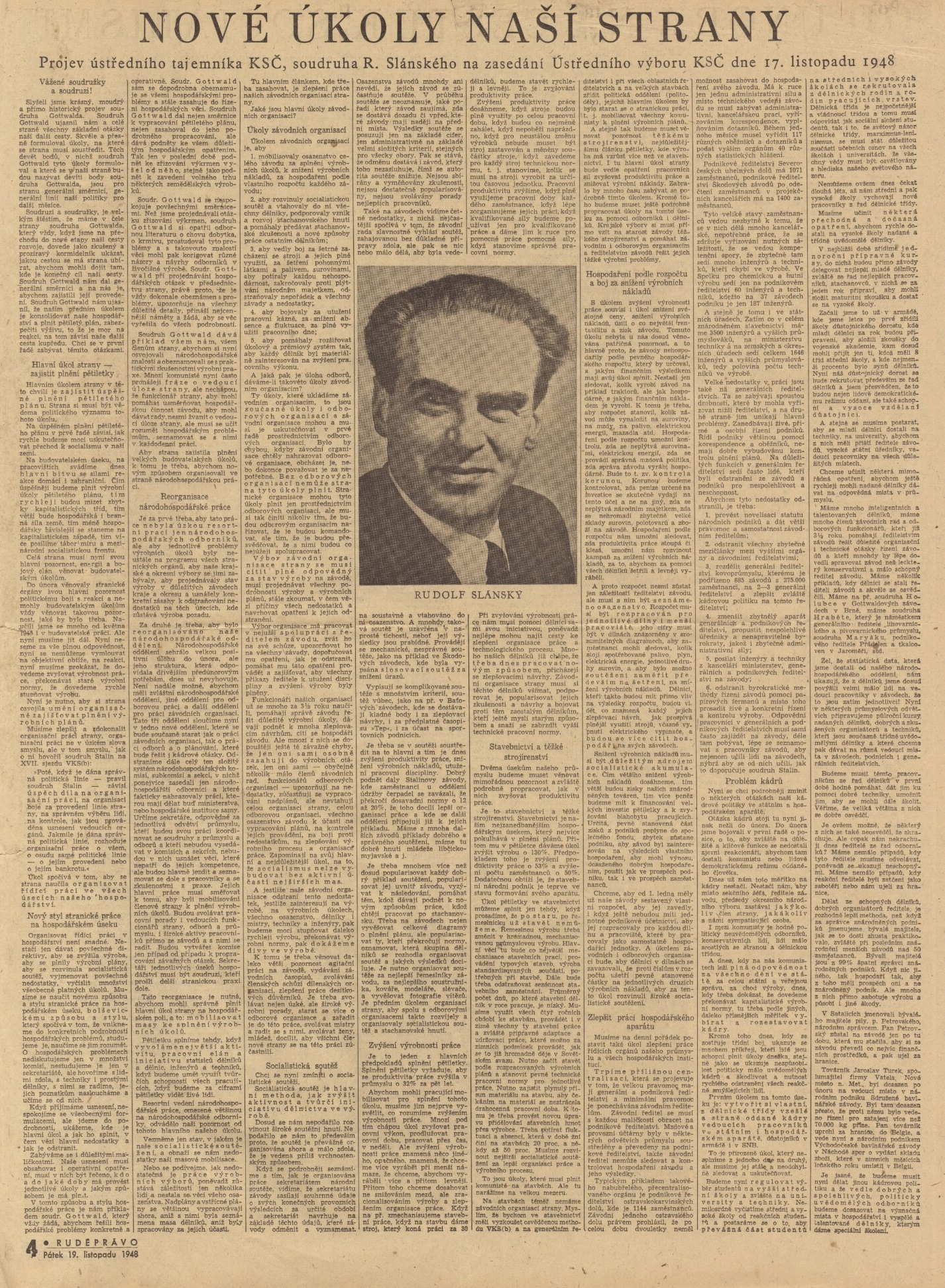
Noviny „Rudé právo“ z listopadu 1948 – „Nové úkoly naší strany“

Po válce se ještě v roce 1945 zapojil do vysoké politiky a v následujících šesti letech patřil po Klementu Gottwaldovi k nejmocnějším mužům KSČ. Již 8. dubna 1945 byl zvolen členem prozatímního Ústředního výboru Komunistické strany Československa. Ve funkci ho potvrdil VIII. sjezd KSČ a IX. sjezd KSČ. V období duben 1945 – listopad 1951 byl členem předsednictva ÚV KSČ, od roku 1945 až do září 1951 byl i členem sekretariátu ÚV KSČ. V roce 1947 a znovu od ledna do srpna 1951 zastával stranický post člena politického sekretariátu ÚV KSČ. Od května 1949 do září 1951 kromě toho vykonával funkci člena organizačního sekretariátu ÚV KSČ, předtím v roce 1948 byl členem politické komise předsednictva ÚV KSČ a užšího předsednictva ÚV KSČ. Hlavním jeho stranickým postem v tomto období ale byla funkce generálního tajemníka ÚV KSČ, kterou zastával od dubna 1945 až do září 1951.
Trvale zasedal v nejvyšším zákonodárném sboru. V letech 1945–1946 byl poslancem Prozatímního Národního shromáždění za KSČ. Po parlamentních volbách v roce 1946 se stal poslancem Ústavodárného Národního shromáždění, opět za komunisty. Ve volbách roku 1948 se stal za KSČ poslancem Národního shromáždění zvoleným ve volebním kraji Plzeň. Zde setrval do své rezignace v listopadu 1951. Pak ho jako náhradník vystřídal Josef Kestler.
Během únorového převratu v roce 1948 převzala KSČ veškerou moc v zemi a eliminovala opozici. On sám v něm působil jako jeden z hlavních organizátorů komunistického teroru. V roce 1951 ještě v období září – listopad zastával post náměstka předsedy vlády (vicepremiéra) ve vládě Antonína Zápotockého. Pak jeho kariéra nabrala strmý pád.

### Slánského proces

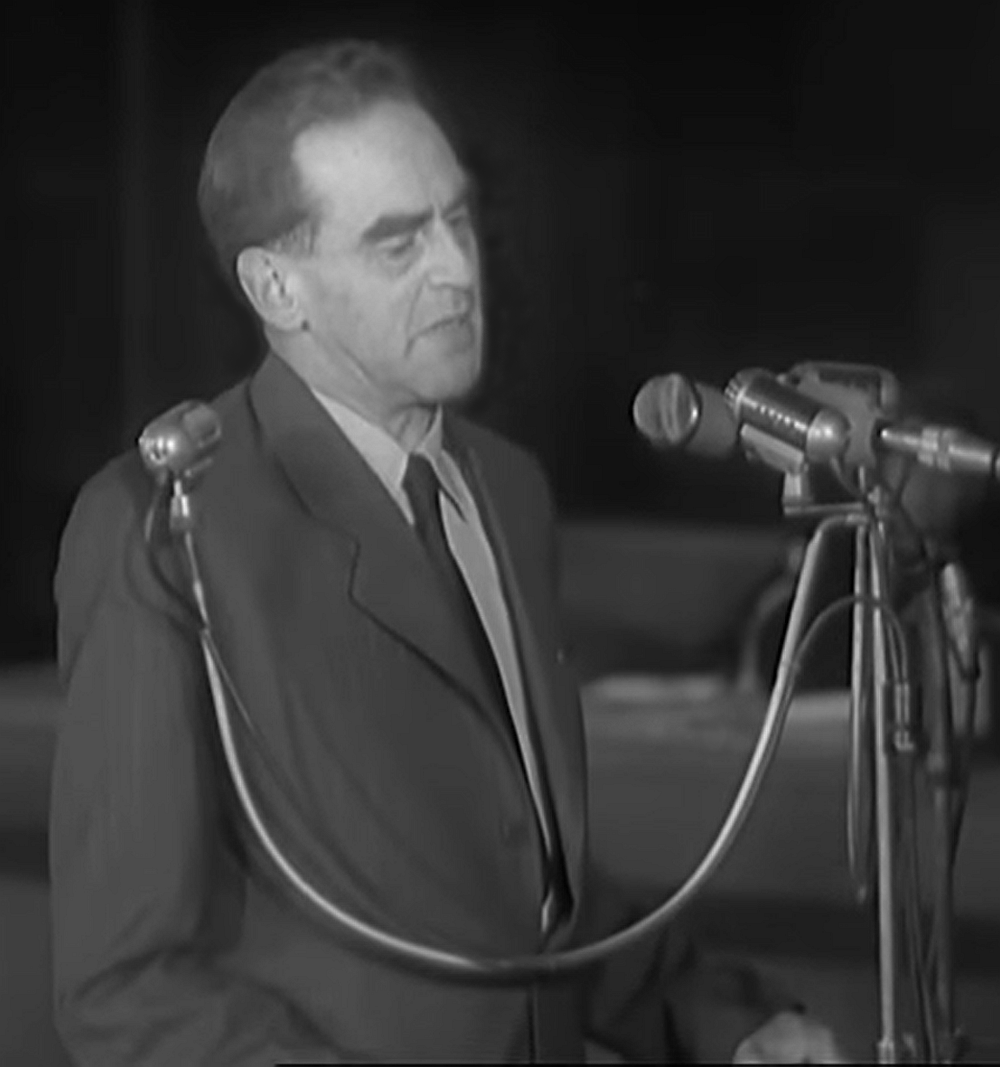
Rudolf Slánský vypovídá před soudem (20. listopadu 1952 až 27. listopadu 1952)

Po neúspěšném pokusu SSSR zasahovat do politiky nově vzniklého Izraele zaujal SSSR a potažmo celý východní blok proarabskou a antisionistickou politiku. Tento fakt ovlivnil výběr obžalovaných v tzv. „procesu se Slánským“.
Dne 23. listopadu 1951 v pozdních večerních hodinách byl zadržen a předán do ruzyňské věznice. Dožadoval se setkání s Gottwaldem, ale nebylo mu vyhověno. Koncem ledna 1952 se pokusil oběsit. O sebevraždu se neúspěšně pokusil ještě jednou, když hlavou narážel o topení. Celkově bylo obžalováno v procesu 14 lidí, většinou vysoce postavených členů KSČ. Drtivá většina byla židovského původu (společně s ním např. Artur London, Vavro Hajdů, Eugen Löbl, Rudolf Margolius, André Simone, Otto Fischl). Všichni věznění se museli naučit nazpaměť výpověď, kterou před Státním soudem doslova zopakovali. Hlavním žalobcem tohoto největšího vykonstruovaného procesu v českých dějinách byl Josef Urválek; Slánského advokátem se stal Vladimír Bartoš, který byl spolupracovníkem Státní bezpečnosti. Slánský byl obžalován ze špionáže, velezrady, sabotáže a z prozrazení vojenského tajemství. Ke všem obviněním se přiznal, přiznání však bylo vynucené mučením.
Celkově bylo odsouzeno ke smrti oběšením 11 z celkových 14 obžalovaných. Slánského žádost o milost byla prezidentem Gottwaldem odmítnuta. Společně s ostatními odsouzenými byl popraven oběšením 3. prosince 1952 v pankrácké věznici. Popravení byli zpopelněni v prosinci 1952 a jejich popel byl údajně vysypán na silnici někde severně od Prahy.
Soud Slánského rehabilitoval v roce 1963, KSČ v roce 1968.
15. března 2018 bylo v prostorách bývalého Výzkumného ústavu kovů – VÚK Panenské Břežany a. s. v likvidaci v Panenských Břežanech insolvenčním správcem nalezeno 20 skladových beden s filmovým materiálem. Jedná se o záznam procesu se Slánským, který zde byl patrně ukryt brzy po sametové revoluci a o jehož existenci se pouze spekulovalo. Materiály převzal Národní filmový archiv (NFA).
Nalezené filmové materiály dále putovaly z NFA do Národního archivu, zvukové magnetické pásy byly předány Českému rozhlasu a tam zdigitalizovány. Tyto kopie byly zveřejněny na webových stránkách stanice Český rozhlas Radiožurnál. Co se bude dít s filmovým materiálem, je momentálně nejisté. Původně na jeho rekonstrukci slíbil peníze ministr kultury Ilja Šmíd, po přesunu jsou však již pod správou ministerstva vnitra v již zmíněném Národním archivu.
Část materiálů byla využita v životopisném dokumentárním filmu scenáristy a režiséra Martina Vadase KDO JINÉMU JÁMU Rudolf Slánský.

## Rodina
Otec Šimon Slánský (1870–1943) zahynul v Terezíně; oběťmi holokaustu byla i matka Rudolfa Slánského, bratři Zdeněk (1907–1945) a Josef, strýc MUDr. Siegfried (Vítězslav) Slánský (1873–1942) a teta Matylda.
Manželka Josefa, rozená Hašková (1913–1995) po sametové revoluci vydala knihu vzpomínek s názvem Zpráva o mém muži.
Slánského syn Rudolf Slánský mladší byl aktivní disident, signatář Charty 77. Po sametové revoluci byl československým velvyslancem v Rusku a do roku 2004 českým velvyslancem na Slovensku.
Dcera Marta (* 1949) byla v dětství s matkou a bratrem internována na Bruntálsku. Roku 1996 založila realitní kancelář. Její syn David Černík sdílel roku 2022 rodinné paměti a vzpomínky v DVTV.
Bratr Richard (1904–1973) působil jako novinář, po druhé světové válce v diplomacii a po roce 1951 byl též vězněn.

### Obraz Rudolfa Slánského ve filmu
V roce 1986 se objevila postava Rudolfa Slánského v seriálu Gottwald režiséra Evžena Sokolovského, kde je ztvárnil Jiří Klem.
Po roce 1989 vzniklo několik filmů, které se zabývaly obdobím 1945–1953, které bylo klíčové jak pro stranu, ve které hrál Rudolf Slánský významnou roli, tak pro Rudolfa Slánského samotného.
Interpreti:
- David Novotný – České století (Robert Sedláček, 2013)
- Stanislav Majer – Toman (Ondřej Trojan, 2018)

Herec David Novotný později charakterizoval Rudolfa Slánského takto: „Kovaný komunista, ale něco schovával, i zrzavé vlasy si barvil načerno. Jeho ambice jsem nerozluštil, třeba mu vyhovovalo být aktivní dvojka po Klemovi. Ale nikdo z nich není bodrý tatík, připomínají mafiány v plném nasazení. S ničím se nemažou, vědí, že se upatlají od krve a je jim to fuk.“